# 天主教阿拉木圖教區
天主教阿拉木圖至聖聖三教區（拉丁語：Dioecesis Sanctissimae Trinitatis in Almata），是羅馬天主教會以哈薩克斯坦最大城市阿拉木圖為中心的一個教區。範圍包括阿拉木圖、阿拉木圖州、江布爾州、南哈薩克斯坦州和克孜勒奧爾達州。屬阿斯塔納總教區。
1999年8月6日建立宗座署理區。2003年5月17日升格為教區。總主教為亨利·戴非洛·霍瓦尼斯。